# Lance Storm
Lance Timothy Evers (* 3. April 1969 in Sarnia, Ontario), auch bekannt als Lance Storm, ist ein professioneller kanadischer Wrestler. Zusammen mit seiner Frau Tina hat Evers zwei Töchter.

## Karriere

### Independent-Bereich
Evers begann seine Karriere 1990 als Lance T und war zunächst in Independent-Ligen wie Wrestling Association „R“ und Smoky Mountain Wrestling. Bei letzterer konnte er den „Beat the Champ“ TV-Title gewinnen. 1996 wechselte Evers zu Extreme Championship Wrestling. Hier war neben seiner Aktivität als Wrestler auch als Booker tätig.

### WWF/WWE

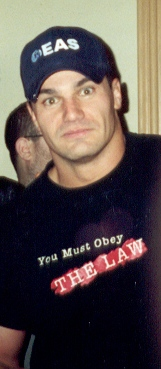
Lance Storm (2001)

2000 wurde er bei World Championship Wrestling angestellt und war in der folgenden Zeit einer der erfolgreichsten Wrestler mit den Gewinnen von United States Heavyweight Title, World Cruiserweight Title und Hardcore Championship. Als die WCW im März 2001 durch die World Wrestling Federation übernommen wurde, war Evers anschließend dort aktiv. Im Juli konnte er hier die WWF Intercontinental Championship gewinnen, musste sie jedoch nach einem Monat wieder abgegeben. Danach bildete Evers mit The Hurricane ein Tag Team, welches mit den Hardy Boyz um die WWF und WCW Tag Team Titles rivalisierte. 2002 formierte Evers zusammen mit Christian, Test und später William Regal das Stable The Un-Americans.
Zusammen mit Christian gewann er im Juli die World Tag Team Championships. Eine Woche nachdem sie die Titel wieder verloren hatten, wurde das Team aufgelöst. Evers und Regal bildeten jedoch weiterhin ein Tag Team und konnten zweimal die Titel gewinnen. Auch mit Chief Morley durfte er die Titel einmal halten. 2004 gab er seinen Rücktritt als aktiver Wrestler bekannt und war fortan Trainer in der WWE-Entwicklungsliga Ohio Valley Wrestling. Anfang 2005 war er nochmal kurzzeitig in den Hauptshows der WWE zu sehen, konzentrierte sich jedoch ab Mai nur noch auf seine Wrestling-Schule, die Storm Wrestling Academy, wo unbekannte Talente gefördert und trainiert werden.

### Karriereende
Evers absolvierte hin und wieder einige Auftritte für Independent-Ligen, ehe er 2007 sein endgültiges Karriereende bekannt gab. Zuletzt machte er von sich reden, als er die WWE aufforderte, seinen kurz zuvor verstorbenen Freund Bam Bam Bigelow (starb am 19. Januar 2007) in die Hall of Fame aufzunehmen, mit der Begründung, man habe auch Eddie Guerrero im Jahr seines Todes aufgenommen. Dieses Ersuchen wurde allerdings von der WWE abgelehnt.
Aufgrund einer Entlassungswelle wurde er am 15. April 2020 von der WWE entlassen.

## Championtitel und Auszeichnungen
- Canadian Rocky Mountain Wrestling

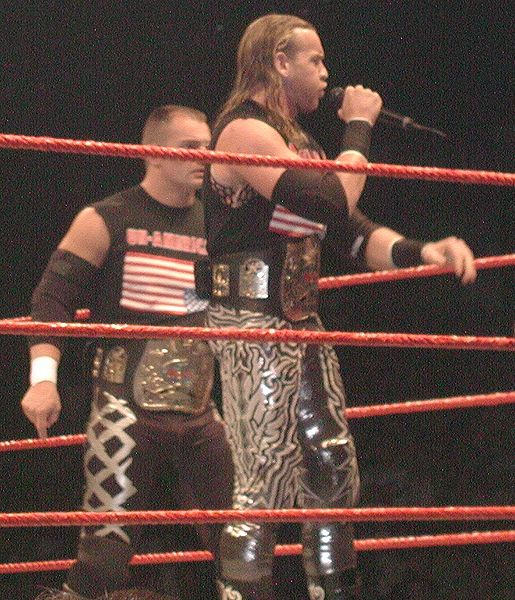
Storm mit Christian als World Tag Team Champion (2002)

  - 1× CRMW International/North American Champion
  - 5× CRMW Commonwealth Mid-Heavyweight Champion
  - 2× CRMW North American Tag Team Champion (mit Chris Jericho)
- Catch Wrestling Association
  - 2× CWA Catch Junior Champion
- Extreme Championship Wrestling
  - 3× ECW World Tag Team Champion (1× mit Chris Candido, 2× mit Justin Credible)
- Smoky Mountain Wrestling
  - 1× SMW „Beat the Champ“ Television Champion
- West Coast Wrestling Association
  - 2× WCWA Tag Team Champion
- World Championship Wrestling
  - 3× WCW United States Heavyweight Champion (alle während der Team Kanada Ära; Name dort WCW Canadian Heavyweight Championship)
  - 1× WCW Hardcore Champion (alle während der Team Kanada Ära; Name dort WCW Saskatchewan Hardcore International Title)
  - 1× WCW Cruiserweight Champion (während der Team Kanada Ära; Name dort WCW 100-Kilos-and-Under Championship)
- World Wrestling Entertainment
  - 1× WWF Intercontinental Champion
  - 4× World Tag Team Champion (1× mit Christian, 2× mit William Regal, 1× Chief Morley)
- Wrestle Association R (WAR)
  - 2× WAR International Junior Heavyweight Tag Champion (mit Yuji Yasuraoda)
  - 1× WAR 6-Man Tag Team Champion (mit Kitahara und Nobutaka Araya)